# Orde Imperial de Francesc Josep
L'Orde Imperial de Francesc Josep (Kaiserlich-Österreichische Franz-Joseph-Orden (alemany)) va ser un orde de la monarquia austrohongaresa instituïda el 2 de desembre de 1849 per l'emperador Francesc Josep en l'aniversari del seu ascens al tron, per honrar els militars i dignataris civils. Va ser abolida per la República Austríaca el 1918.

## Descripció
Les insígnies consisteixen en una creu carmesí amb les inicials de l'emperador enmig de l'àguila imperial de dos caps que sosté en els seus becs una cadena i el lema de l'ordre Viribus unitis, i tot rematat per una corona, símbol de Majestat. La cinta de l'orde és de color vermell. El cavaller el posa en un nus al costat esquerre del pit, el Comandant al coll i la Gran Creu amb una bufanda a l'espatlla dreta.

## Estatut
La integració a l'orde era independent del naixement, la religió i la nacionalitat dels distingits. No va conferir ni cap títol noblesa ni cap honor hereditari. No obstant això, tots els membres de l'Orde tenien accés a les festes de la Cort sense una investigació prèvia de la prova de la noblesa, que era una novetat.

## Graus
En el moment de la seva creació l'orde comptava amb tres classes: Cavaller de gran creu, Comendador i Cavaller. No existia cap posició o rang previ per a ser elegit com a membre de l'orde.
Posteriorment, el 1869, es va començar a atorgar la classe de Comendador amb estrella, prenent aquests posició immediatament inferior a la gran creu. L'1 de febrer de 1901 es va introduir la classe d'Oficial, immediatament inferior al comendador.
- Cavaller de gran creu: La cinta de gran creu de l'orde des de l'espatlla dret al maluc esquerra amb la placa de l'orde a la banda esquerra del pit.
- Comendador amb estrella (des de 1869): La creu penjant del coll amb la cinta de l'ordre amb la placa de l'orde en el costat dret del pit.
- Comendador sense estrella: La creu penjant del coll amb la cinta de l'orde.
- Oficial (des de 1901): La placa de l'orde al costat dret del pit, en una grandària menor al de les plaques de les classes superiors.
- Cavaller: La creu de la orde penjant de la cinta de la mateixa en la forma triangular clàssica de les decoracions austríaques a la banda esquerra del pit.

| Insignies i passadors | Insignies i passadors          | Insignies i passadors | Insignies i passadors | Insignies i passadors |
| --------------------- | ------------------------------ | --------------------- | --------------------- | --------------------- |
| Cavaller de gran creu | Comendador amb estrella (1869) | Comendador            | Oficial (1901)        | Cavaller/Dama         |

## Alguns membres
Gran creu :
- Alajos Hauszmann (1847-1926), arquitecte, membre de l'Acadèmia de Ciències d'Hongria
- Paulin Talabot (1799-1885), enginyer francès

Comendador :
- Franz Liszt (1811-1886), compositor
- Miklós Konkoly-Thege (1842-1916) astrònom
- Louis de Wecker (1832-1906), oftalmòleg

Oficial :
- Viktor Weber Edler von Webenau (1861-1932), general

Cavaller :
- József Miksa Petzval (1807-1891), matemàtic i òptic
- Pierre de Coubertin (1863-1937), pedagog i historiador
- Pau Casals (1876-1973), violoncel·lista, director d'orquestra i compositor
- Alexander Löhr (1885-1947), general
- Émile Baudot (1845-1903), enginyer